# الكوع الدامي
الكوع الدامي (بالإنجليزية: Bloody Elbow)‏ هو موقع إخباري يغطي رياضات الفنون القتالية المختلطة، والملاكمة، والكيك بوكسينغ، والجوجيتسو البرازيلية، وغيرها من فنون القتال التقليدية والرياضات القتالية.